# ماثيو ولز
ماثيو ولز (بالإنجليزية: Matthew Wells) هو لاعب هوكي الحقل أسترالي، ولد في 2 مايو 1978 في هوبارت في أستراليا.

## وصلات خارجية
- ماثيو ولز على موقع أوليمبيديا (الإنجليزية)
- ماثيو ولز على موقع اتحاد ألعاب الكومنولث (مؤرشف) (الإنجليزية)
- ماثيو ولز على موقع دورة ألعاب الكومنولث 2006 (مؤرشف) (الإنجليزية)